# Contea di Tallahatchie
La contea di Tallahatchie ( in inglese Tallahatchie County ) è una contea dello Stato del Mississippi, negli Stati Uniti. La popolazione al censimento del 2000 era di 14 903 abitanti. I capoluoghi di contea sono Charleston e Sumner.